# Altar der Gens Augusta

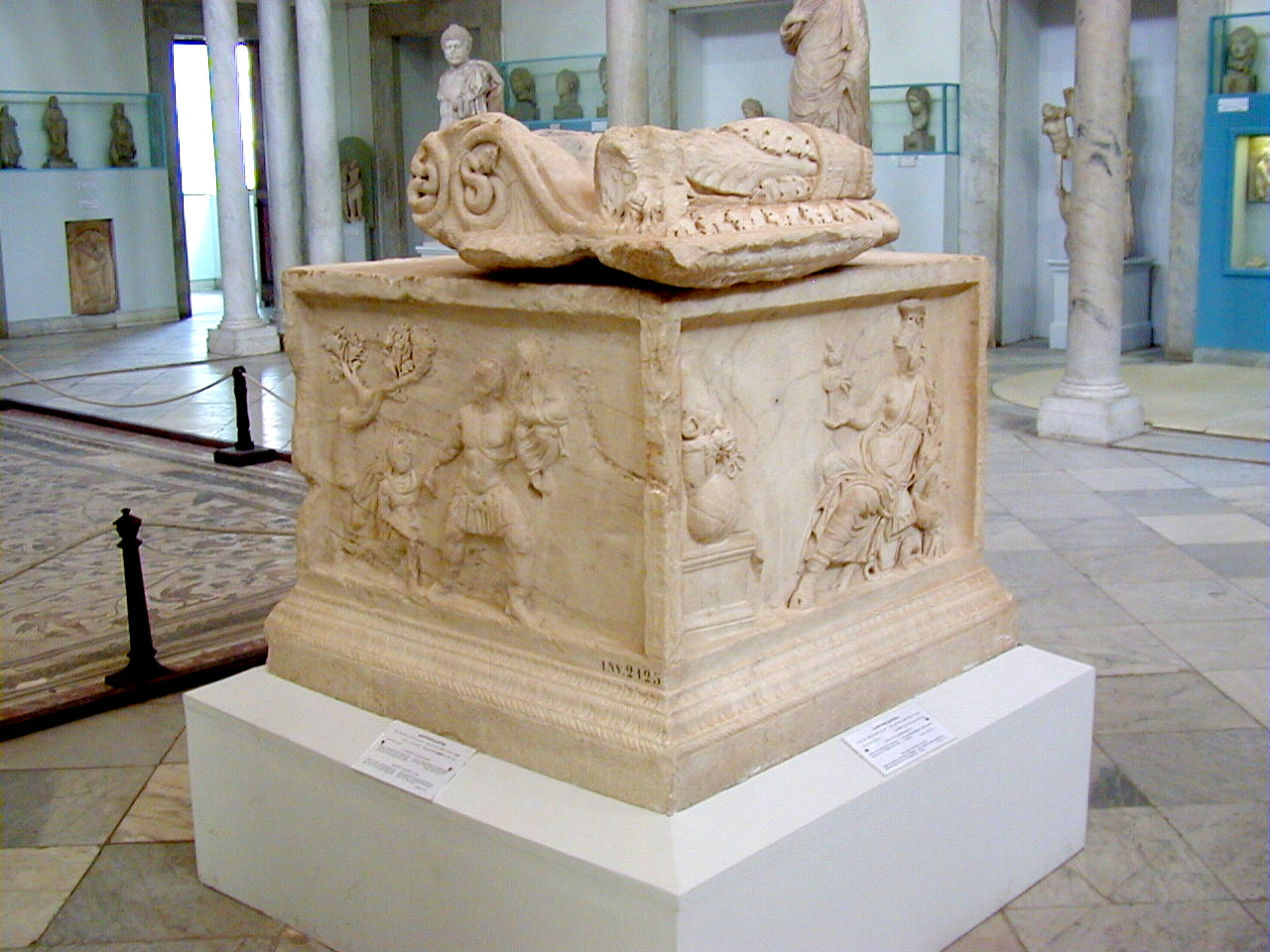
Altar im Karthago-Saal des Bardo-Museums

Der Altar der Gens Augusta ist ein dem Kaiserkult gewidmeter römischer Altar, der am Hang des Byrsa-Hügels über dem Hafen der antiken Stadt Karthago entdeckt wurde. Er befindet sich heute im Nationalmuseum von Bardo in Tunis.

## Historischer Kontext

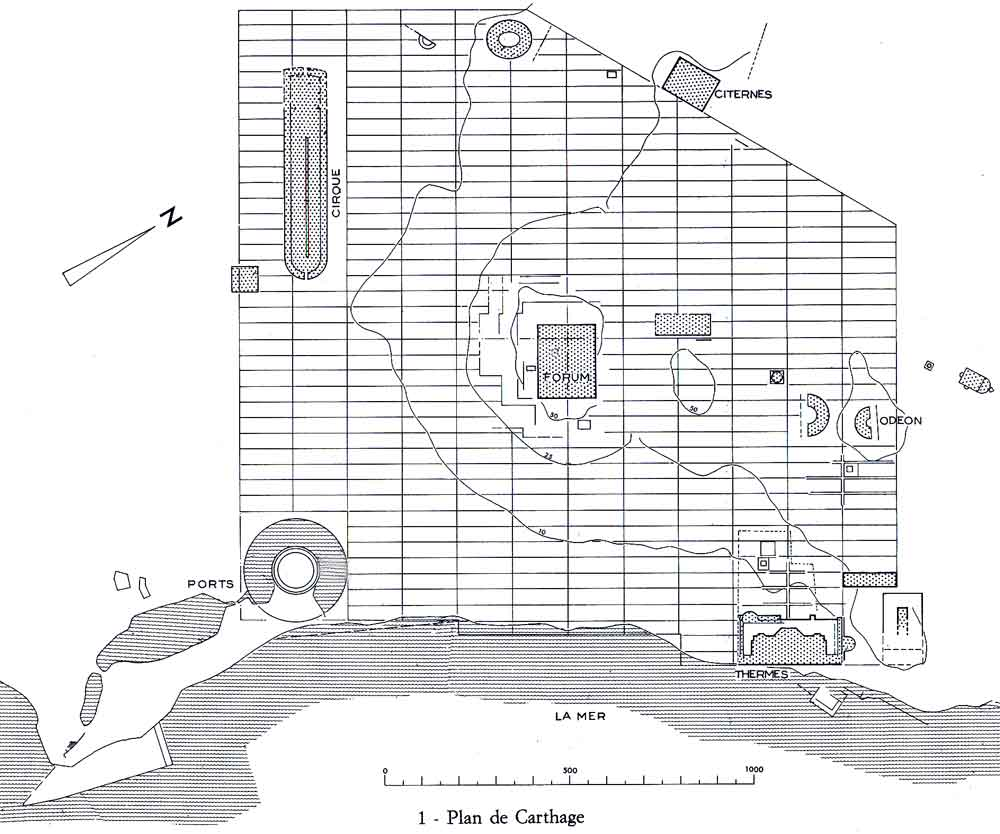
Plan des römischen Karthago. Der Fundort vom Altar befindet sich in der Nähe des Forums.

Der Altar wurde in unmittelbarer Nähe zum Tempel der Gens Augusta gefunden. Der Tempel gehörte, wie viele weitere öffentliche Bauten, zum römischen Viertel von Karthago, das nach der römischen Kolonisierung 29 v. Chr. planmäßig angelegt wurde.
Die punische Stadt Karthago, im Jahr 146 v. Chr. gegen Ende des Dritten Punischen Krieges von den Römern zerstört, sollte bereits 123 v. Chr. nach dem Willen von Gaius Sempronius Gracchus römische Kolonie werden. Die Kolonisierung wurde jedoch erst unter Augustus in Angriff genommen, dem ein Beschluss von Julius Caesar aus dem Jahr 46. v. Chr. vorausging. Der gewählte Name Colonia Iulia Concordia Carthago deutet zum einen auf Augustus Adoptionsfamilie, die Julier, hin, zum anderen auf die römische Friedensgöttin Concordia, die Patronin der Stadt war.

## Beschreibung
Der Altar besteht aus Carrara-Marmor und ist an allen vier Seiten mit Flachreliefs dekoriert. Die Reliefs werden von einer Art Pilaster eingerahmt, auf die Stängel und entweder Lorbeerblätter oder Blumen aufgebracht sind. Auf der ersten Seite sind fünf menschliche Figuren und ein Rind dargestellt, dass auf ein Taurobolium (rituelles Opfer) vorbereitet werden soll. Die zweite Seite zeigt die Flucht des Aeneas. Auf dem linken Arm trägt er seinen Vater Anchises, während er an seiner rechten Hand Ascanius/Iulus, seinen Sohn führt. Die Julier berufen sich auf die Abstammung von Iulus. In Vergils Aeneis wird darüber hinaus beschrieben, wie Aeneas nach seiner Flucht aus Troja die Gründerin Karthagos Dido besucht. Die beiden restlichen Seiten zeigen einmal die Personifizierung Roms in Gestalt einer Amazone sowie Apollo mit einer Kithara. Der römische Gott stand in enger Verbindung zu Augustus.

Reliefseiten
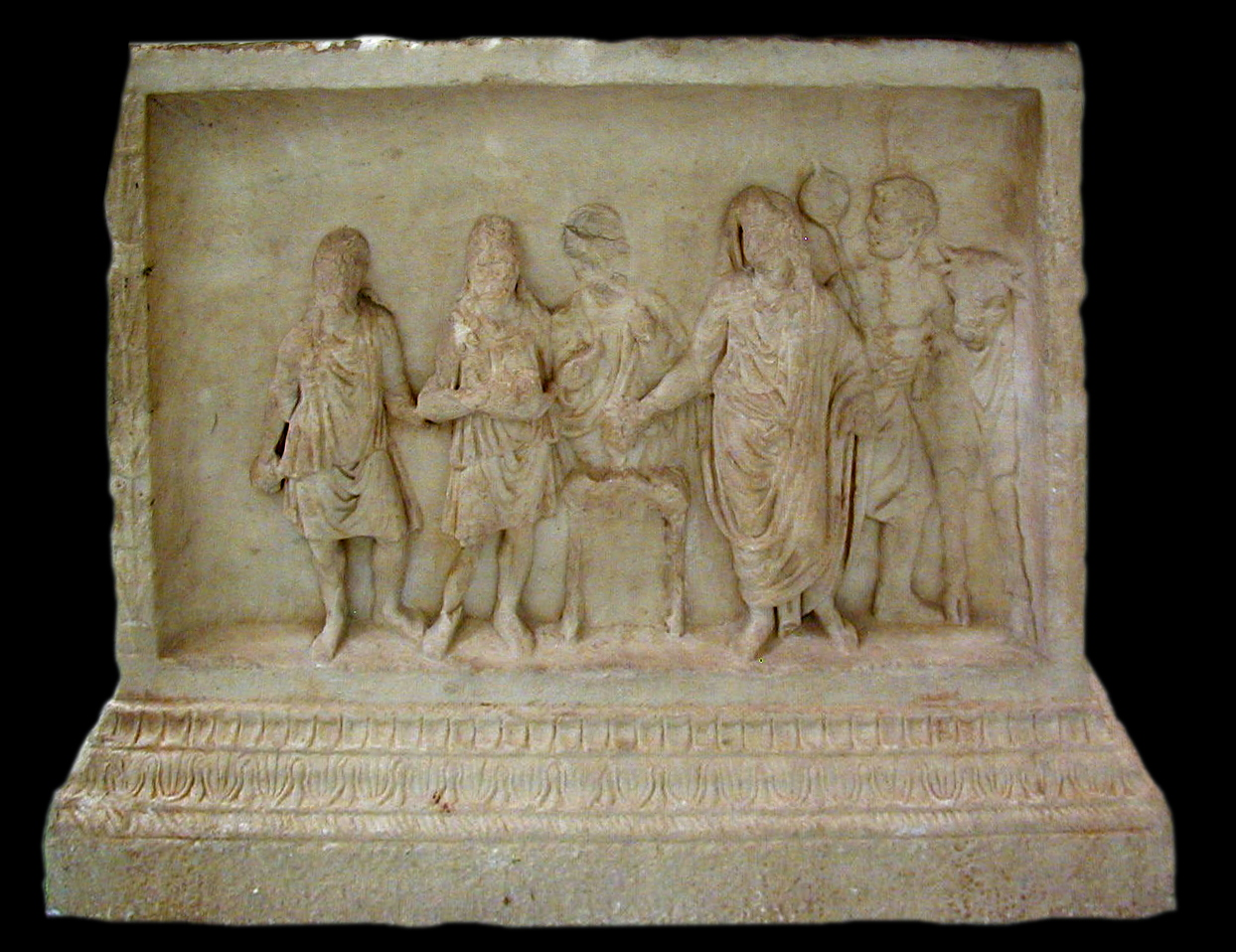
Taurobolium
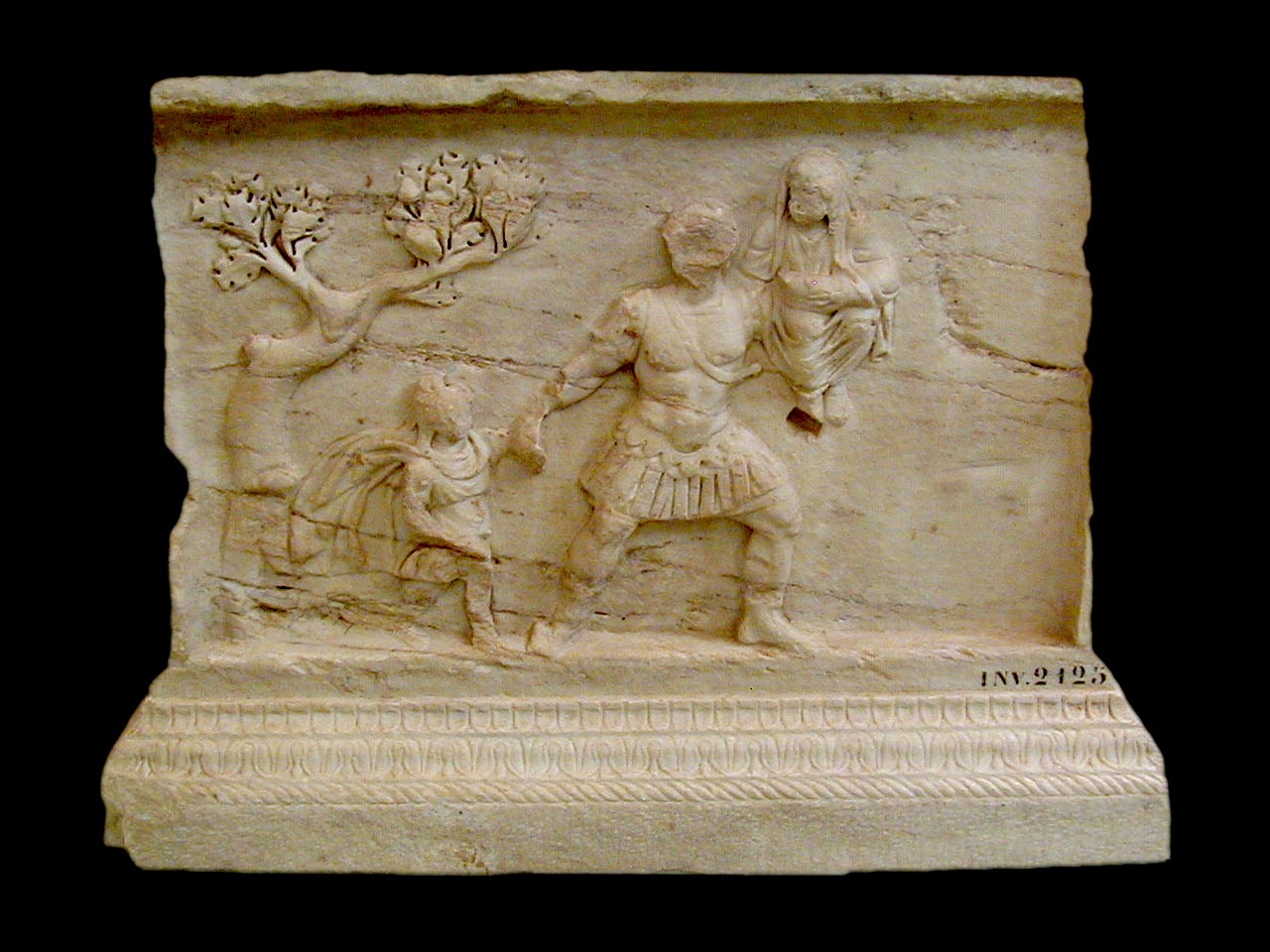
Flucht des Aeneas
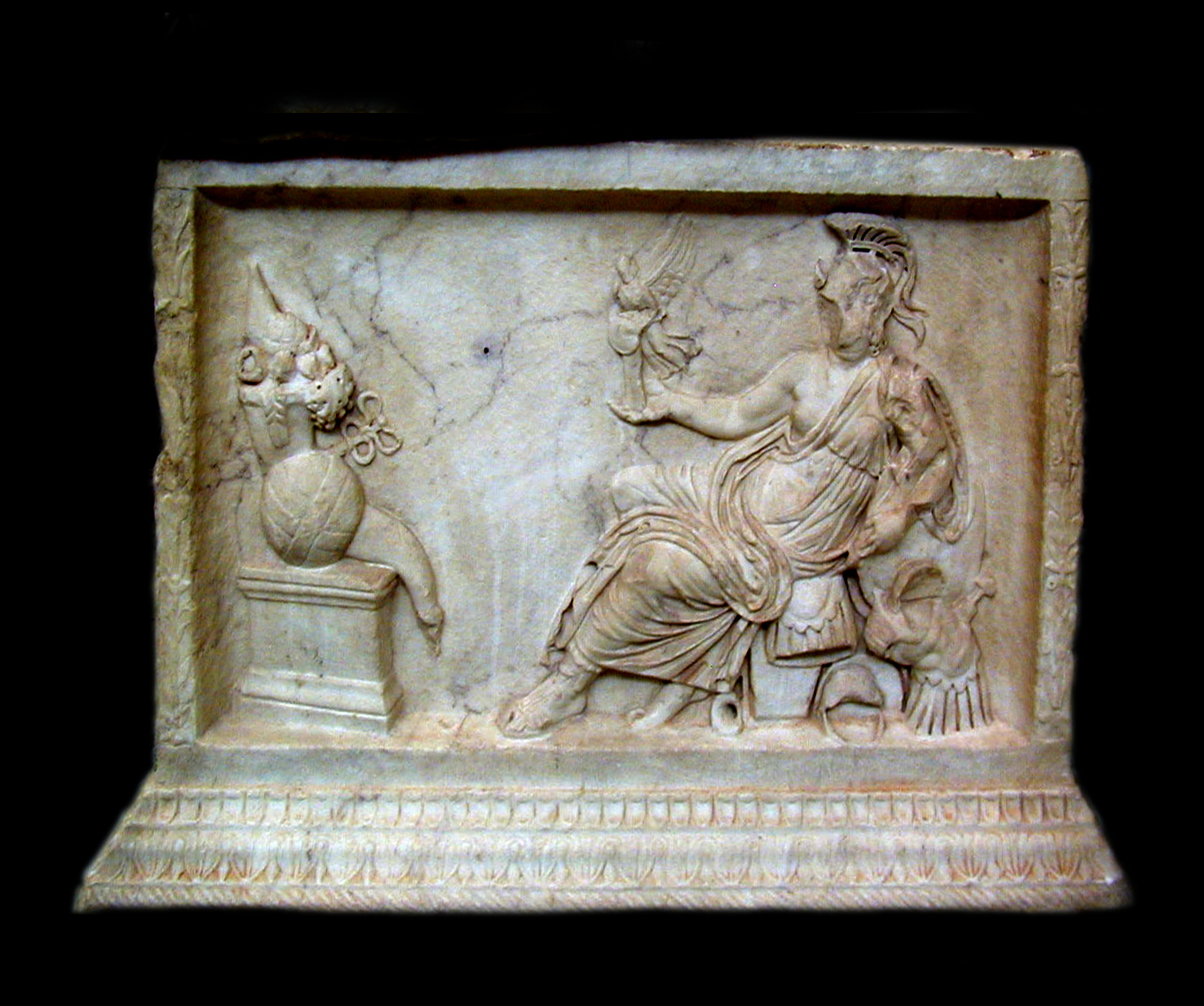
Personifizierung Roms
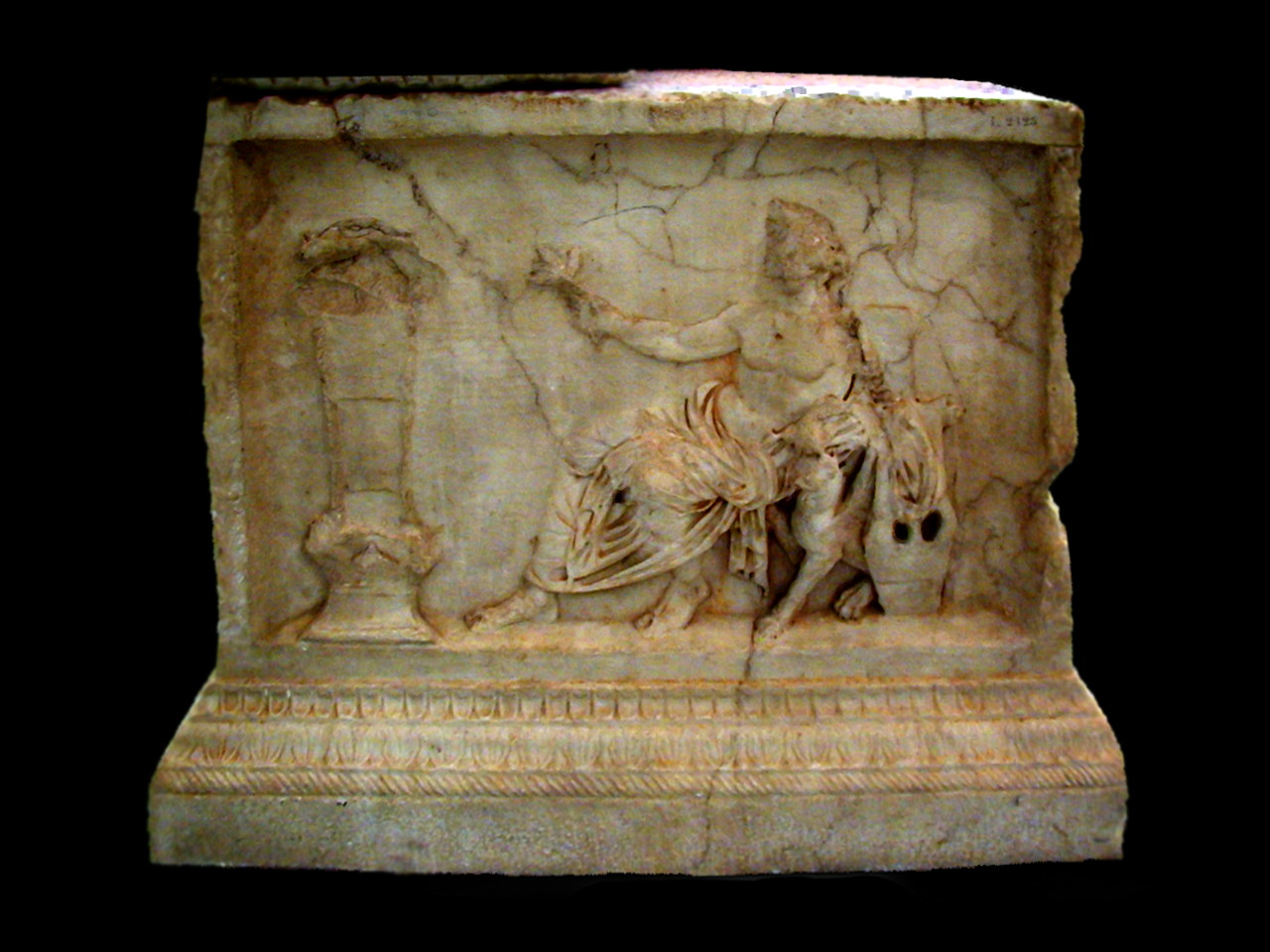
Apollo

## Bedeutung
Der 1916 entdeckte Altar wurde in der Fachwelt lobend aufgenommen. Louis Poinssot veröffentlichte 1929 eine Monographie, die bis heute noch grundlegend für das Kunstwerk ist.
Mitte des 20. Jahrhunderts stufte Jean Charbonneaux den Altar als ein schönes Beispiel römischer Volkskunst ein. Er hob seine „Klarheit und naive Einfachheit“ hervor, vor allem mit dem Hintergrund, dass „nur wenige monumentale Reliefs aus der Zeit des Augustus überliefert sind“.
Weitere Fachleute bestätigen die Bedeutung des Altars. Der tunesische Archäologe Abdelmajid Ennabli sieht in ihm ein „wichtiges Dokument zum Verständnis der Kaiserideologie“. Für Mohamed Yacoub ist er ein Manifest augustinischer Kunst, da er eine Verbindung „zwischen römischem Realismus und griechischem Idealismus“ herstellt. Yann Le Bohec betrachtet ihn sogar als „bisher spektakulärstes Zeugnis römischer Kunst in Afrika“.